# Strømsgodset Idrettsforening 2016
Questa voce raccoglie le informazioni riguardanti lo Strømsgodset Idrettsforening nelle competizioni ufficiali della stagione 2016.

## Stagione
L'11 dicembre 2015 è stato ufficializzato il calendario per il campionato 2016, con lo Strømsgodset che avrebbe cominciato la stagione nel fine settimana dell'11-13 marzo 2016, ospitando il neopromosso Brann. Il 18 dicembre 2015 il club ha annunciato il cambio di sponsor tecnico, passando da Diadora a Puma. L'accordo sarebbe stato valido per cinque stagioni. In vista della nuova stagione, Lars Christopher Vilsvik è stato nominato capitano della squadra.
Il 1º aprile è stato sorteggiato il primo turno del Norgesmesterskapet 2016: lo Strømsgodset avrebbe così fatto visita al Kongsberg. Al secondo turno, la squadra è stata sorteggiata contro l'Eidsvold Turn. Al turno successivo, lo Strømsgodset avrebbe fatto visita al Vindbjart. Dopo aver superato anche questo ostacolo, lo Strømsgodset ha eliminato Stabæk e Vålerenga, prima di salutare la competizione in semifinale con la sconfitta contro il Kongsvinger.
Il 20 giugno, l'UEFA ha effettuato i sorteggi per il secondo turno di qualificazione all'Europa League 2016-2017, a cui lo Strømsgodset avrebbe preso parte: il club norvegese avrebbe affrontato i danesi del SønderjyskE. La formazione danese si è complessivamente imposta per 4-3, eliminando così lo Strømsgodset al secondo turno di qualificazione.
Il 13 ottobre 2016, l'allenatore Bjørn Petter Ingebretsen – che era stato in congedo per malattia nel corso della maggior parte della stagione – ha rassegnato le proprie dimissioni dall'incarico per motivi di salute, con il suo assistente Håkon Wibe-Lund che sarebbe diventato nuovo allenatore della squadra ad interim. Il 18 ottobre, Tor Ole Skullerud è diventato il nuovo allenatore della squadra.
Lo Strømsgodset ha chiuso il campionato al 7º posto.

## Maglie e sponsor
Lo sponsor tecnico per la stagione 2016 è stato Puma, mentre lo sponsor ufficiale è stato DnB. La divisa casalinga è stata composta da una maglietta di colore blu scuro con inserti bianchi, pantaloncini e calzettoni bianchi. Quella da trasferta, invece, è stata costituita da una maglietta bianca, con pantaloncini e calzettoni blu scuro.
| Casa | Trasferta |

## Rosa
| N. |                       | Ruolo | Calciatore             |
| -- | --------------------- | ----- | ---------------------- |
| 1  | Norvegia (bandiera)   | P     | Espen Bugge Pettersen  |
| 2  | Norvegia (bandiera)   | D     | Mounir Hamoud          |
| 3  | Norvegia (bandiera)   | D     | Jonathan Parr          |
| 4  | Norvegia (bandiera)   | D     | Kim André Madsen       |
| 5  | Norvegia (bandiera)   | D     | Jakob Glesnes          |
| 7  | Norvegia (bandiera)   | A     | Tommy Høiland          |
| 8  | Norvegia (bandiera)   | C     | Petter Vaagan Moen     |
| 9  | Norvegia (bandiera)   | C     | Øyvind Storflor        |
| 10 | Norvegia (bandiera)   | A     | Marcus Pedersen        |
| 11 | Norvegia (bandiera)   | C     | Martin Ovenstad        |
| 15 | Norvegia (bandiera)   | C     | Kristoffer Tokstad     |
| 15 | Kosovo (bandiera)     | A     | Flamur Kastrati        |
| 18 | Norvegia (bandiera)   | D     | Henrik Bredeli         |
| 19 | Portogallo (bandiera) | C     | Francisco Júnior       |
| 20 | Ghana (bandiera)      | C     | Mohammed Abu           |
| 21 | Norvegia (bandiera)   | C     | Mathias Berg Gjerstrøm |

| N. |                     | Ruolo | Calciatore                          |
| -- | ------------------- | ----- | ----------------------------------- |
| 22 | Ghana (bandiera)    | D     | Bismark Adjei-Boateng               |
| 23 | Norvegia (bandiera) | C     | Eirik Ulland Andersen               |
| 23 | Norvegia (bandiera) | A     | Thomas Sørum                        |
| 25 | Norvegia (bandiera) | C     | Tokmac Nguen                        |
| 26 | Norvegia (bandiera) | D     | Lars Christopher Vilsvik (capitano) |
| 28 | Norvegia (bandiera) | D     | Marius Høibråten                    |
| 30 | Polonia (bandiera)  | P     | Łukasz Jarosiński                   |
| 34 | Norvegia (bandiera) | A     | Abdul-Basit Agouda                  |
| 36 | Norvegia (bandiera) | C     | Hasan Duman                         |
| 40 | Norvegia (bandiera) | P     | Morten Sætra                        |
| 48 | Norvegia (bandiera) | D     | Sondre Solholm Johansen             |
| 54 | Norvegia (bandiera) | C     | Knut Ahlander                       |
| 58 | Norvegia (bandiera) | D     | Christopher Lindquist               |
| 69 | Norvegia (bandiera) | D     | Kristoffer Hoven                    |
| 71 | Norvegia (bandiera) | D     | Gustav Valsvik                      |
| 77 | Norvegia (bandiera) | A     | Muhamed Keita                       |

## Calciomercato

### Sessione invernale(dal 01/01 al 31/03)
| Arrivi           | Arrivi                | Arrivi          | Arrivi        |
| R.               | Nome                  | da              | Modalità      |
| ---------------- | --------------------- | --------------- | ------------- |
| P                | Borger Thomas         | HamKam          | fine prestito |
| D                | Bismark Adjei-Boateng | Manchester City | prestito      |
| D                | Christopher Lindquist | Hønefoss        | fine prestito |
| D                | Jonathan Parr         | Ipswich Town    | definitivo    |
| C                | Francisco Júnior      | Everton         | definitivo    |
| C                | Tokmac Nguen          | Mjøndalen       | fine prestito |
| A                | Tommy Høiland         |                 | svincolato    |
| A                | Muhamed Keita         | Lech Poznań     | prestito      |
| Altre operazioni |                       |                 |               |
| R.               | Nome                  | da              | Modalità      |
| P                | Anders Gundersen      | Sandefjord      | fine prestito |

| Partenze         | Partenze               | Partenze        | Partenze      |
| R.               | Nome                   | a               | Modalità      |
| ---------------- | ---------------------- | --------------- | ------------- |
| P                | Anders Gundersen       | Sandefjord      | prestito      |
| P                | Borger Thomas          | Nybergsund      | prestito      |
| D                | Florent Hanin          |                 | svincolato    |
| D                | Jørgen Horn            | Elfsborg        | definitivo    |
| C                | Mathias Berg Gjerstrøm | Kongsvinger     | prestito      |
| C                | Iver Fossum            | Hannover 96     | definitivo    |
| C                | Bassel Jradi           | Lillestrøm      | prestito      |
| C                | Gustav Wikheim         | Gent            | definitivo    |
| A                | Thomas Lehne Olsen     |                 | svincolato    |
| A                | Marvin Ogunjimi        | Suwon           | definitivo    |
| A                | Marco Tagbajumi        | AEL Limassol    | fine prestito |
| Altre operazioni |                        |                 |               |
| R.               | Nome                   | da              | Modalità      |
| D                | Bismark Adjei-Boateng  | Manchester City | fine prestito |

### Sessione estiva(dal 21/07 al 17/08)
| Arrivi | Arrivi                 | Arrivi       | Arrivi        |
| R.     | Nome                   | da           | Modalità      |
| ------ | ---------------------- | ------------ | ------------- |
| D      | Jakob Glesnes          | Sarpsborg 08 | definitivo    |
| C      | Mathias Berg Gjerstrøm | Kongsvinger  | fine prestito |
| C      | Kristoffer Tokstad     | Sarpsborg 08 | definitivo    |
| C      | Eirik Ulland Andersen  | Hødd         | definitivo    |

| Partenze | Partenze        | Partenze               | Partenze      |
| R.       | Nome            | a                      | Modalità      |
| -------- | --------------- | ---------------------- | ------------- |
| D        | Gustav Valsvik  | Eintracht Braunschweig | definitivo    |
| A        | Flamur Kastrati | Aalesund               | definitivo    |
| A        | Muhamed Keita   | Lech Poznań            | fine prestito |
| A        | Thomas Sørum    |                        | svincolato    |

## Risultati

### Eliteserien

#### Girone di andata
| Arbitro: | Moen (Haugar) |

|                         |           |                         |
| Storflor 4’ Høiland 34’ | Marcatori | 45’ Huseklepp 75’ Orlov |

| Arbitro: | Skjerven (Kaupanger) |

|             |           |  |
| Gytkjær 15’ | Marcatori |  |

| Arbitro: | Johnsen (Tønsberg) |

|                                |           |  |
| Adjei-Boateng 33’ Ovenstad 68’ | Marcatori |  |

| Arbitro: | Lundby (Bøverbru) |

|                         |           |  |
| Espejord 45’ Moussa 90’ | Marcatori |  |

| Arbitro: | Eskås (Oslo) |

|                   |           |           |
| Pedersen 63’, 70’ | Marcatori | 47’ Utvik |

| Arbitro: | Hagen (Grue) |

|  |           |                    |
|  | Marcatori | 39’ (rig.) Vilsvik |

| Arbitro: | Edvartsen (Hamar) |

|                                 |           |  |
| Pedersen 2’ (rig.) Kastrati 76’ | Marcatori |  |

| Arbitro: | Kjensli (Oslo) |

|                          |           |                        |
| Sandnes 52’ Salvesen 88’ | Marcatori | 41’ Storflor 63’ Nguen |

| Arbitro: | Hagen (Grue) |

|                                    |           |            |
| Nguen 24’ Pedersen 54’ Høiland 87’ | Marcatori | 48’ Friday |

| Arbitro: | Kjensli (Oslo) |

|                                               |           |                                      |
| Gulbrandsen 7’ Elyounoussi 22’, 25’ Amang 63’ | Marcatori | 62’ Vaagan Moen 81’ Francisco Júnior |

| Arbitro: | Lundby (Bøverbru) |

|                                                |           |  |
| Parr 10’ Valsvik 65’ Storflor 68’ Pedersen 73’ | Marcatori |  |

| Arbitro: | Moen (Haugesund) |

|                                        |           |                          |
| Keita 58’ Vilsvik 65’ Sakor 85’ (aut.) | Marcatori | 20’ Brown 28’ (aut.) Abu |

| Arbitro: | Hafsås (Trondheim) |

|                                  |           |           |
| Nordkvelle 3’ (rig.) Bentley 73’ | Marcatori | 36’ Nguen |

| Arbitro: | Steen (Bergen) |

|                                                         |           |                               |
| Keita 17’ Kirkeskov 26’ (aut.) Vilsvik 74’ Kastrati 90’ | Marcatori | 5’ Abdellaoue 34’ Orry Larsen |

| Arbitro: | Døvle (Larvik) |

|  |           |           |
|  | Marcatori | 79’ Keita |

#### Girone di ritorno
| Arbitro: | Lundby (Bøverbru) |

|           |           |  |
| Keita 73’ | Marcatori |  |

| Arbitro: | Ytterland |

|                               |           |  |
| Lundemo 45’ Kind Mikalsen 48’ | Marcatori |  |

| Arbitro: | Moen (Haugesund) |

|                              |           |                               |
| Adjei-Boateng 2’ Pedersen 7’ | Marcatori | 5’ Gorozia 30’ (aut.) Vilsvik |

| Arbitro: | Johnsen (Tønsberg) |

|          |           |  |
| Vega 36’ | Marcatori |  |

| Arbitro: | Steen (Bergen) |

|                     |           |              |
| Pedersen 27’ (rig.) | Marcatori | 86’ Salvesen |

| Arbitro: | Edvartsen (Hamar) |

|               |           |  |
| Kirkevold 87’ | Marcatori |  |

| Arbitro: | Hobber Nilsen (Oslo) |

|  |           |                                  |
|  | Marcatori | 32’ (rig.) Singh 60’ Sigurðarson |

| Arbitro: | Moen (Haugesund) |

|              |           |                     |
| Juklerød 58’ | Marcatori | 51’ Ulland Andersen |

| Arbitro: | Hafsås (Trondheim) |

|                                                   |           |                         |
| Gyasi 14’ Carlsen 51’ Abdellaoue 62’ B. Riise 73’ | Marcatori | 1’ Tokstad 90’ Pedersen |

| Arbitro: | Skjerven (Kaupanger) |

|                  |           |            |
| Adjei-Boateng 5’ | Marcatori | 1’ Bentley |

| Arbitro: | Hagen (Grue) |

|                                                             |           |                  |
| Halvorsen 54’ (rig.) Azemi 58’ Bjørnbak 76’ Mockenhaupt 82’ | Marcatori | 34’, 48’ Høiland |

| Arbitro: | Eskås (Oslo) |

|                    |           |             |
| Ulland Andersen 1’ | Marcatori | 57’ Ibrahim |

| Arbitro: | Døvle (Larvik) |

|  |           |                     |
|  | Marcatori | 89’ Ulland Andersen |

| Arbitro: | Kjensli (Oslo) |

|                       |           |  |
| Parr 52’ Storflor 78’ | Marcatori |  |

| Arbitro: | Steen (Bergen) |

|          |           |                 |
| Abdi 26’ | Marcatori | 30’ (aut.) Kiss |

### Norgesmesterskapet
| Kongsberg 13 aprile 2016, ore 18:00 Primo turno                                                                                     | Kongsberg | 1 – 8 referto                                                                           | Strømsgodset | Idrettsparken Kunstgress |
| \| \| \| \| \| Schia 44’ \| Marcatori \| 2’, 56’, 75’ Nguen 11’ Ovenstad 14’ Vaagan Moen 32’ Agouda 42’ Storflor 58’ (aut.) Berg \| |           |                                                                                         |              |                          |
| |           |                                                                                         |              |                          |
| Schia 44’ | Marcatori | 2’, 56’, 75’ Nguen 11’ Ovenstad 14’ Vaagan Moen 32’ Agouda 42’ Storflor 58’ (aut.) Berg |              |                          |

| Arbitro: | Gjermshus (Oslo) |

|  |           |                      |
|  | Marcatori | 77’ Francisco Júnior |

| Arbitro: | Tennøy (Bergen) |

|             |           |                         |
| Gausdal 14’ | Marcatori | 52’ Vilsvik 76’ Høiland |

| Arbitro: | Steen (Bergen) |

|              |           |  |
| Pedersen 39’ | Marcatori |  |

| Arbitro: | Hansen (Feda) |

|                          |           |  |
| Pedersen 45’, 50’ (rig.) | Marcatori |  |

| Arbitro: | Skjerven (Kaupanger) |

|             |           |                         |
| Tokstad 64’ | Marcatori | 55’ Pålerud 73’ Røyrane |

### Europa League
| Arbitro: | Kabakov |

|                   |           |              |
| Kløve 9’ Uhre 82’ | Marcatori | 16’ Pedersen |

| Arbitro: | McLean |

|                |           |                     |
| Keita 17’, 45’ | Marcatori | 69’ Uhre 120’ Kløve |

## Statistiche

### Statistiche di squadra
| Competizione       | Punti | In casa | In casa | In casa | In casa | In casa | In casa | In trasferta | In trasferta | In trasferta | In trasferta | In trasferta | In trasferta | Totale | Totale | Totale | Totale | Totale | Totale | DR  |
| Competizione       | Punti | G       | V       | N       | P       | Gf      | Gs      | G            | V            | N            | P            | Gf           | Gs           | G      | V      | N      | P      | Gf     | Gs     | DR  |
| ------------------ | ----- | ------- | ------- | ------- | ------- | ------- | ------- | ------------ | ------------ | ------------ | ------------ | ------------ | ------------ | ------ | ------ | ------ | ------ | ------ | ------ | --- |
| Eliteserien        | 44    | 15      | 9       | 5       | 1       | 30      | 15      | 15           | 3            | 3            | 9            | 14           | 25           | 30     | 12     | 8      | 10     | 44     | 40     | +4  |
| Norgesmesterskapet | -     | 3       | 2       | 0       | 1       | 4       | 2       | 3            | 3            | 0            | 0            | 11           | 2            | 6      | 5      | 0      | 1      | 15     | 4      | +11 |
| Europa League      | -     | 1       | 0       | 1       | 0       | 2       | 2       | 1            | 0            | 0            | 1            | 1            | 2            | 2      | 0      | 1      | 1      | 3      | 4      | -1  |
| Totale             | -     | 19      | 11      | 6       | 2       | 36      | 19      | 19           | 6            | 3            | 10           | 26           | 29           | 38     | 17     | 9      | 12     | 62     | 48     | +14 |

### Andamento in campionato
| Giornata  | 1 | 2  | 3 | 4  | 5 | 6 | 7 | 8 | 9 | 10 | 11 | 12 | 13 | 14 | 15 | 16 | 17 | 18 | 19 | 20 | 21 | 22 | 23 | 24 | 25 | 26 | 27 | 28 | 29 | 30 |
| --------- | - | -- | - | -- | - | - | - | - | - | -- | -- | -- | -- | -- | -- | -- | -- | -- | -- | -- | -- | -- | -- | -- | -- | -- | -- | -- | -- | -- |
| Luogo     | C | T  | C | T  | C | T | C | T | C | T  | C  | C  | T  | C  | T  | C  | T  | C  | T  | C  | T  | C  | T  | T  | C  | T  | C  | T  | C  | T  |
| Risultato | N | P  | V | P  | V | V | V | N | V | P  | V  | V  | P  | V  | V  | V  | P  | N  | P  | N  | P  | P  | N  | P  | N  | P  | N  | V  | V  | N  |
| Posizione | 7 | 13 | 8 | 11 | 8 | 6 | 6 | 4 | 4 | 5  | 4  | 4  | 4  | 3  | 3  | 3  | 3  | 4  | 4  | 4  | 6  | 7  | 7  | 8  | 7  | 8  | 8  | 7  | 7  | 7  |

Fonte:  Tippeligaen 2016, su altomfotball.no, Altomfotball. URL consultato il 18 gennaio 2017 (archiviato dall'url originale il 13 gennaio 2017).
Legenda:

Luogo: C = Casa; T = Trasferta. Risultato: V = Vittoria; N = Pareggio; P = Sconfitta.

### Statistiche dei giocatori
| Giocatore           | Eliteserien | Eliteserien | Eliteserien | Eliteserien | Norgesmesterskapet | Norgesmesterskapet | Norgesmesterskapet | Norgesmesterskapet | Europa League | Europa League | Europa League | Europa League | Altre coppe | Altre coppe | Altre coppe | Altre coppe | Totale   | Totale | Totale      | Totale     |
| Giocatore           | Presenze    | Reti        | Ammonizioni | Espulsioni  | Presenze           | Reti               | Ammonizioni        | Espulsioni         | Presenze      | Reti          | Ammonizioni   | Espulsioni    | Presenze    | Reti        | Ammonizioni | Espulsioni  | Presenze | Reti   | Ammonizioni | Espulsioni |
| ------------------- | ----------- | ----------- | ----------- | ----------- | ------------------ | ------------------ | ------------------ | ------------------ | ------------- | ------------- | ------------- | ------------- | ----------- | ----------- | ----------- | ----------- | -------- | ------ | ----------- | ---------- |
| M. Abu              | 27          | 0           | 5           | 0           | 4                  | 0                  | 1                  | 0                  | 2             | 0             | 0             | 0             |             |             |             |             | 33       | 0      | 6           | 0          |
| B. Adjei-Boateng    | 29          | 3           | 3           | 0           | 4                  | 0                  | 0                  | 0                  | 2             | 0             | 1             | 0             |             |             |             |             | 35       | 3      | 4           | 0          |
| A. Agouda           | 1           | 0           | 0           | 0           | 1                  | 1                  | 0                  | 0                  | 0             | 0             | 0             | 0             |             |             |             |             | 2        | 1      | 0           | 0          |
| K. Ahlander         | 0           | 0           | 0           | 0           | 0                  | 0                  | 0                  | 0                  | 0             | 0             | 0             | 0             |             |             |             |             | 0        | 0      | 0           | 0          |
| M. Berg Gjerstrøm   | 6           | 0           | 0           | 0           | 0                  | 0                  | 0                  | 0                  | -             | -             | -             | -             |             |             |             |             | 6        | 0      | 0           | 0          |
| H. Bredeli          | 0           | 0           | 0           | 0           | 0                  | 0                  | 0                  | 0                  | 0             | 0             | 0             | 0             |             |             |             |             | 0        | 0      | 0           | 0          |
| E. Bugge Pettersen  | 30          | -40         | 0           | 0           | 3                  | -2                 | 0                  | 0                  | 2             | -4            | 0             | 0             |             |             |             |             | 35       | -46    | 0           | 0          |
| H. Duman            | 0           | 0           | 0           | 0           | 0                  | 0                  | 0                  | 0                  | 0             | 0             | 0             | 0             |             |             |             |             | 0        | 0      | 0           | 0          |
| J. Glesnes          | 11          | 0           | 1           | 0           | 2                  | 0                  | 0                  | 0                  | -             | -             | -             | -             |             |             |             |             | 13       | 0      | 1           | 0          |
| Francisco Júnior    | 20          | 0           | 3           | 2           | 5                  | 1                  | 0                  | 0                  | 2             | 0             | 0             | 0             |             |             |             |             | 27       | 1      | 3           | 2          |
| M. Hamoud           | 18          | 0           | 3           | 0           | 3                  | 0                  | 0                  | 0                  | 2             | 0             | 1             | 0             |             |             |             |             | 23       | 0      | 4           | 0          |
| M. Høibråten        | 16          | 0           | 2           | 0           | 5                  | 0                  | 0                  | 0                  | 0             | 0             | 0             | 0             |             |             |             |             | 21       | 0      | 2           | 0          |
| T. Høiland          | 22          | 4           | 4           | 0           | 5                  | 1                  | 1                  | 0                  | 0             | 0             | 0             | 0             |             |             |             |             | 27       | 5      | 5           | 0          |
| K. Hoven            | 0           | 0           | 0           | 0           | 0                  | 0                  | 0                  | 0                  | 0             | 0             | 0             | 0             |             |             |             |             | 0        | 0      | 0           | 0          |
| Ł. Jarosiński       | 0           | -0          | 0           | 0           | 3                  | -2                 | 0                  | 0                  | 0             | -0            | 0             | 0             |             |             |             |             | 3        | -2     | 0           | 0          |
| F. Kastrati         | 11          | 3           | 2           | 0           | 3                  | 0                  | 0                  | 0                  | 2             | 0             | 0             | 0             |             |             |             |             | 16       | 3      | 2           | 0          |
| M. Keita            | 13          | 4           | 1           | 0           | 2                  | 0                  | 0                  | 0                  | 2             | 2             | 1             | 0             |             |             |             |             | 17       | 6      | 2           | 0          |
| C. Lindquist        | 0           | 0           | 0           | 0           | 1                  | 0                  | 0                  | 0                  | 0             | 0             | 0             | 0             |             |             |             |             | 1        | 0      | 0           | 0          |
| K. Madsen           | 18          | 0           | 4           | 0           | 3                  | 0                  | 0                  | 0                  | 2             | 0             | 1             | 0             |             |             |             |             | 23       | 0      | 5           | 0          |
| T. Nguen            | 14          | 3           | 1           | 0           | 4                  | 3                  | 1                  | 0                  | 0             | 0             | 0             | 0             |             |             |             |             | 18       | 6      | 2           | 0          |
| M. Ovenstad         | 17          | 1           | 2           | 0           | 4                  | 1                  | 0                  | 0                  | 0             | 0             | 0             | 0             |             |             |             |             | 21       | 2      | 2           | 0          |
| J. Parr             | 26          | 2           | 1           | 0           | 5                  | 0                  | 1                  | 0                  | 2             | 0             | 0             | 0             |             |             |             |             | 33       | 2      | 2           | 0          |
| M. Pedersen         | 19          | 8           | 4           | 1           | 4                  | 3                  | 1                  | 0                  | 2             | 0             | 0             | 0             |             |             |             |             | 25       | 11     | 5           | 1          |
| M. Sætra            | 0           | -0          | 0           | 0           | 0                  | -0                 | 0                  | 0                  | 0             | -0            | 0             | 0             |             |             |             |             | 0        | 0      | 0           | 0          |
| S. Solholm Johansen | 0           | 0           | 0           | 0           | 1                  | 0                  | 0                  | 0                  | 0             | 0             | 0             | 0             |             |             |             |             | 1        | 0      | 0           | 0          |
| T. Sørum            | 4           | 0           | 0           | 0           | 0                  | 0                  | 0                  | 0                  | 0             | 0             | 0             | 0             |             |             |             |             | 4        | 0      | 0           | 0          |
| Ø. Storflor         | 24          | 4           | 1           | 0           | 3                  | 1                  | 0                  | 0                  | 1             | 0             | 0             | 0             |             |             |             |             | 28       | 5      | 1           | 0          |
| K. Tokstad          | 9           | 1           | 0           | 0           | 2                  | 1                  | 0                  | 0                  | -             | -             | -             | -             |             |             |             |             | 11       | 2      | 0           | 0          |
| E. Ulland Andersen  | 8           | 3           | 0           | 0           | 2                  | 0                  | 0                  | 0                  | -             | -             | -             | -             |             |             |             |             | 10       | 3      | 0           | 0          |
| P. Vaagan Moen      | 20          | 1           | 3           | 0           | 4                  | 1                  | 0                  | 0                  | 1             | 0             | 0             | 0             |             |             |             |             | 25       | 2      | 3           | 0          |
| G. Valsvik          | 17          | 1           | 1           | 0           | 4                  | 0                  | 0                  | 0                  | 2             | 0             | 1             | 0             |             |             |             |             | 23       | 1      | 2           | 0          |
| L. Vilsvik          | 29          | 3           | 3           | 0           | 6                  | 1                  | 0                  | 0                  | 2             | 0             | 0             | 0             |             |             |             |             | 37       | 4      | 3           | 0          |